# Baritongitarre

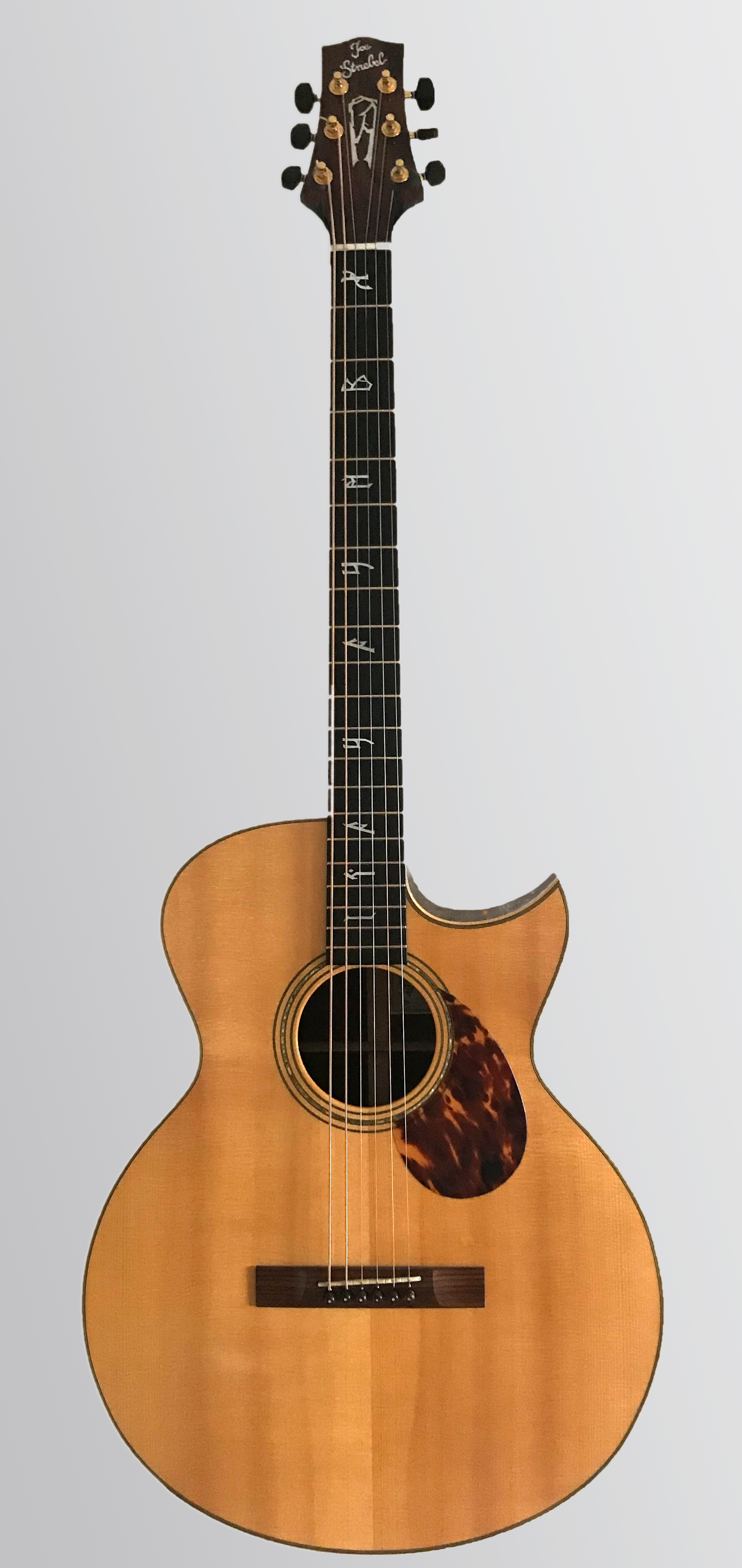
Akustische Baritongitarre (Peter-Autschbach-Signature von Joe Striebel)

Die Baritongitarre ist eine Konstruktionsform der Gitarre, die durch verlängerte Maße auf tiefere Stimmlagen ausgelegt ist (vergleiche die Stimmlage Bariton).

## Bauformen
Während die Standardstimmung sechssaitiger Gitarren E-A-d-g-h-e’ ist, gibt es für die Saiten von Baritongitarren zwei Stimmungen, die als Standards gelten können: Eine Quarte tiefer auf ,H-E-A-d-f#-h oder eine Quinte tiefer auf ,A-D-G-c-e-a. Das wird dadurch ermöglicht, dass die Instrumente dieses Typs im Vergleich zu anderen Gitarren eine längere Mensur haben; ihre Länge beträgt zwischen 26,5 und 30 Zoll (durchschnittlich etwa 70 Zentimeter). Um die gewünschte Steifigkeit der gestimmten Saiten zu gewährleisten, werden auf Baritongitarren dickere Saiten als auf anderen Gitarrentypen verwendet. Da die längere Mensur unter anderem durch einen leicht verlängerten Instrumentenhals erreicht wird, sind Baritongitarren insgesamt länger und häufig etwas schwerer. Beispiele für Bariton-E-Gitarren sind die Modelle des US-amerikanischen Musikinstrumentenherstellers Fender, Fender Bajo Sexto Telecaster (eine Variante der Fender Telecaster) und Fender Jaguar Baritone Custom, die Gibson Les Paul Studio Baritone des US-amerikanischen Musikinstrumentenherstellers Gibson, die D6 Baritone des deutschen Herstellers Duesenberg Guitars sowie die Viking Baritone Deluxe der schwedischen Marke Hagström. Das Unternehmen Danelectro gilt als Erstes, das Bariton-E-Gitarren gefertigt hat. Auch heute (Stand 2024) sind neue Bariton-E-Gitarren unter dieser Marke im Verkauf.

## Aufnahmen
Pat Metheny spielte in den Jahren 2003 und 2014 für seine Alben „One Quiet Night“ respektive „MoonDial“ wegweisende Aufnahmen auf einer akustischen Baritongitarre ein. Dabei benutzte er die Gitarrenstimmung A-D-g-c'-e-a, wobei die beiden mittleren Saiten eine Oktave höher gestimmt wurden (Nashville-Tuning). Die Besonderheit dieser Gitarrenstimmung ist die Tatsache, dass durch die enge Stimmung der vier höchsten Saiten auch die jeweils gespielten Voicings enger zusammen rücken und damit ungewöhnliche, in Normalstimmung unspielbare Akkorde auf der Gitarre möglich werden. Der Gitarrist Peter Autschbach nutzt ebenfalls bei Solo-Stücken und im Duo mit Ralf Illenberger das Nashville-Tuning auf einer akustischen Bariton-Gitarre.